# Asalto de Anapa
El asalto de Anapa (del ruso: Штурм Анапы) fue un asalto sucedido el 22 de junio de 1791 en el marco de la guerra ruso turca de 1787-1792, que significó la toma de la fortaleza otomana de Anapa por los soldados rusos.

## Antecedentes
En 1781 los otomanos, bajo la dirección de ingenieros franceses, construyeron una fortaleza en Anapa, en la orilla nororiental del mar Negro con el fin de mantener su influencia sobre los pueblos musulmanes del Cáucaso Norte y poseer una base de operaciones para futuras acciones contra Rusia en las zonas del Kubán y el Don, y en Crimea. La fortaleza fue erigida en el cabo de Anapa sobre la bahía de Anapa, rodeada de agua por tres lados. El lado este, por el que se unía al continente, estaba protegido por un alto terraplén y un profundo foso. 
Durante el transcurso de la guerra, Anapa tomaría un papel importante. Ya en 1788 fracasó el intento de capturar la fortaleza llevado a cabo por un destacamento bajo el mando del general en jefe Piotr Tekeli. En febrero-marzo de 1790, un segundo grupo, bajo el mando del general-poruchnik Yuri Bíbikov finalizó en desastre igualmente, siendo sus hombres masacrados por los pueblos del Cáucaso.

## La marcha de Gudóvich

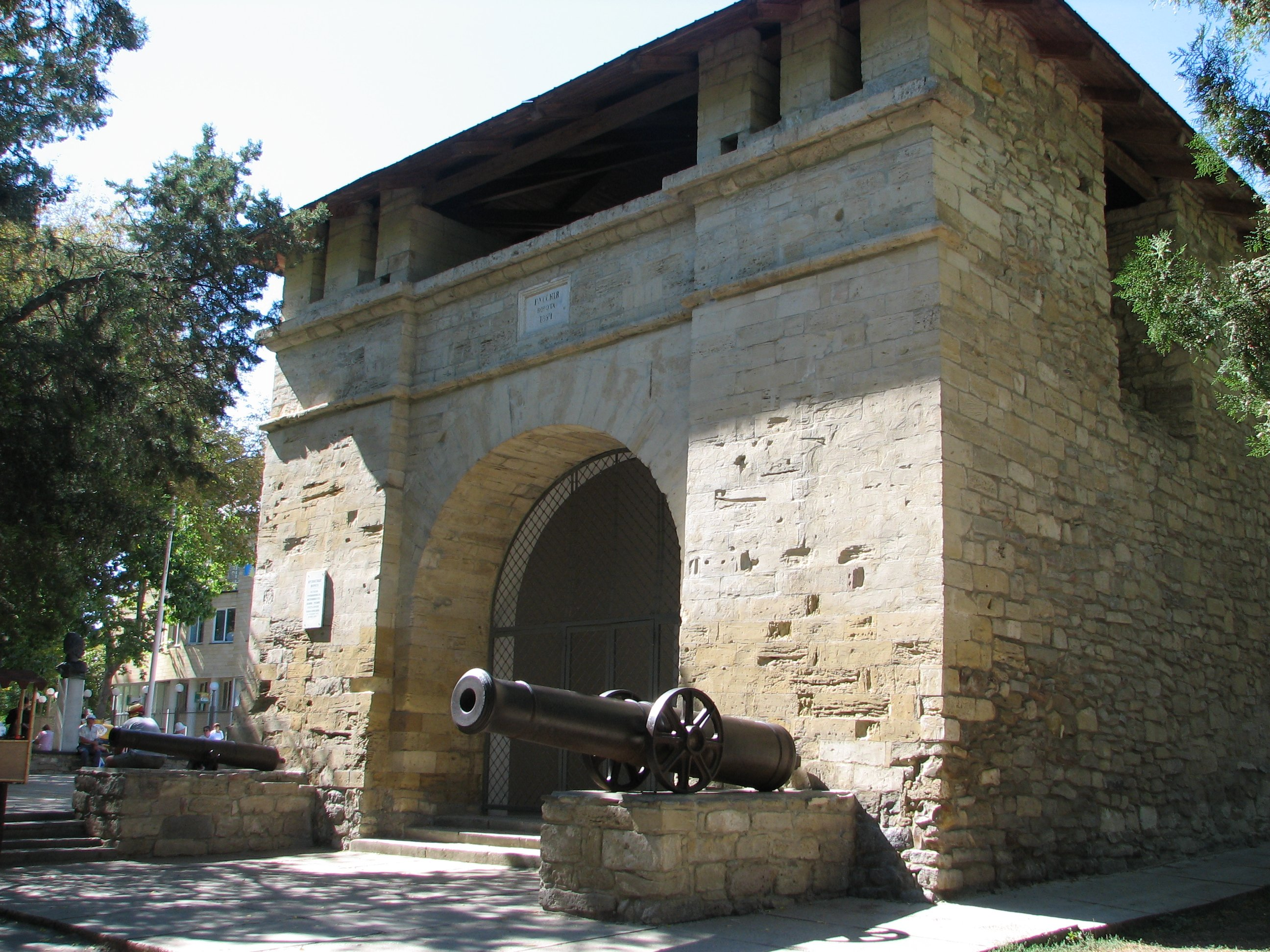
"Puerta rusa", en Anapa, resto de la fortaleza otomana.

En estas condiciones, el 23 de enero de 1791, el recién nombrado comandante en jefe de los cuerpos del Kubán y el Cáucaso, Iván Gudóvich, recibe la orden del príncipe Grigori Potiomkin de apoderarse de Anapa. A su disposión se han puesto 15 batallones, 44 escuadrones y sotnias y 36 piezas de artillería de campaña. Se construyó una cadena de fuertes menores (con una guarnición total de 2 500 hombres) que sirviera de apoyo y asegurara la comunicación con la retaguardia y la llegada de suministros. El conjunto del cuerpo lo componían cerca de 15 000 personas. La ciudad de Anapa estaba protegida por los 10 000 hombres de la guarnición otomana y 15 000 caucásicos y tártaros, con 95 piezas de artillería y algunos buques armados en su puerto.
El 29 de mayo de 1791 el grupo de Gudóvich cruzó el Kubán por un puente de pontones, el 5 de junio estableció su campamento en los alrededores de Anapa, esperando el refuerzo del ejército Tavricheski, que llegaría el 8 de junio y estaba formado por 3 batallones, 10 escuadrones, 3 sotnias de cosacos y 14 piezas de artillería). El 10 de junio se realizó una expedición de reconocimiento de la fortaleza, el 13 de junio es coloca la primera batería de asedio con 10 piezas. Gudóvich aisló así a la fortaleza de la ayuda de los montañeses, que atacaban casi cada día su campamento. El 18 de junio se colocaron 4 baterías más con 32 piezas, que produjeron un bombardeo continuo que causó grandes desperfectos en la fortaleza.

## Asalto
Sin medios para mantener un sitio a largo plazo, constantemente atacado en la retaguardia y con noticias del acercamiento a Anapa de la flota otomana con refuerzos, el ejército ruso decidió asaltar Anapa. Se formaron cinco columnas de ataque, cuatro que atacarían por el sur y la quinta que lo haría una maniobra de distracción en el norte con tarea deirrumpir en la ciudad a lo largo de la orilla del mar. La caballería y l6 piezas de artillería fueron colocadas para protegerse de un posible ataque de los pueblos circasianos. En la medianoche el 22 de junio de 1791 todas las baterías de sitio han comenzado a bombardear fuertemente la fortaleza, con la intención de cubrir a las columnas que se situaban en sus puntos de partida para el asalto. El bombardeo se detuvo durante un tiempo y a las 4 de la madrugada volvió a iniciarse y ha comenzado el asalto. Aprovechándose de la sorpresa, el ejército ruso irrumpió en el foso y comenzó a escalar las paredes, encontrando allí una fuerte defensa, trasladándose el combate al terraplén. Desde las montañas descendían atacando el campamento ruso 8 000 jinetes circasianos y otomanos, que fueron rechazados por la caballería. Se consigue capturar una de las puertas de la ciudad con la ayuda de la caballería y romper la resistencia de la guarnición, presionada contra el mar.

## Desenlace
El combate duró cinco horas. La guarnición sufrió cerca de 8000 bajas, tomándose cautivas 13 532 personas, incluyendo a los comandantes y al jeque checheno Mansur Ushurma. Un grupo de unas 150 personas logró huir en las naves. Se capturó o destruyó casi toda la artillería (83 cañones y 12 morteros), tomándose 130 banderas. Gudóvich envió un destacamento desde Anapa contra la fortaleza Sudzhuk-Kale (actual Novorosíisk), pero la guarnición de esta huyó a las montañas incendiándola antes de la llegada del destacamento, dejando 25 piezas de artillería.
Las pérdidas en el bando ruso fueron elevadas, pues murieron 23 oficiales y 1215 soldados, y fueron heridos 71 oficial y 2401 soldados. Gudóvich recibió la orden de San Jorge de 2ª clase y fueron condecorados todos los oficiales de su regimiento. Los grados inferiores recibieron una medalla especial.
Dos días después de la toma de Anapa llegó la flota otomana, que, al conocer la noticia de su caída, regresó a mar abierto. La fortaleza de Anapa fue detonada y allanada. Su población (14 000 habitantes) fue traslada a la Gubernia de Táurida, la ciudad es quemada y el territorio acabaría siendo devuelto a Turquía por el tratado de Iași.